# Los dúo 2
Los dúo 2 es el trigesimoquinto álbum de estudio lanzado por el compositor y artista mexicano Juan Gabriel, el 11 de diciembre de 2015. Presenta a muchos artistas cantando dúos con este cantautor, siendo la continuación de su anterior disco Los dúo y el antecesor de Los dúo 3. Un DVD también viene incluido con el álbum. 
En este disco, al igual que su antecesor, contiene otras de sus recordadas canciones en donde Juan Gabriel hace dúo con artistas como Marc Anthony, Ana Gabriel, Alejandro Fernández, Belinda, Franco De Vita, María José, Carlos Rivera, Paty Cantú y el recordado cantautor y compositor Joan Sebastian, entre muchos otros. 
Obtuvo en 2017 los siguientes galardones: En los Billboard Music Awards consiguió el galardón en las categorías de Mejor artista latino y Latin pop álbum del año. En los Premios Billboard de la música latina consiguió gracias a este álbum el galardón en Top latin álbum del año y Top latin pop álbum del año.

## Lista de canciones
Todas las canciones escritas y compuestas por Juan Gabriel. 
| N.º | Título                                                        | Duración |  |
| 1.  | «Te quise olvidar» (presentando a Alejandro Fernández)        | 4:29     |  |
| 2.  | «Yo te recuerdo» (presentando a Marc Anthony)                 | 3:34     |  |
| 3.  | «No discutamos» (presentando a Paty Cantú)                    | 2:19     |  |
| 4.  | «La frontera» (presentando a Julión Álvarez & J Balvin)       | 4:43     |  |
| 5.  | «Te recuerdo dulcemente» (presentando a Andrés Calamaro)      | 3:48     |  |
| 6.  | «Te sigo amando» (presentando a Belinda)                      | 3:58     |  |
| 7.  | «Lágrimas y lluvia» (presentando a Joan Sebastian)            | 6:20     |  |
| 8.  | «Yo no sé qué me pasó» (presentando a Carlos Rivera)          | 4:42     |  |
| 9.  | «Ya lo sé que tu te vas» (presentando a Franco De Vita)       | 4:02     |  |
| 10. | «Amor del alma» (presentando a José Feliciano)                | 3:57     |  |
| 11. | «No vale la pena» (presentando a María José)                  | 3:05     |  |
| 12. | «Muriendo de amor» (presentando a Miguel Poveda)              | 6:14     |  |
| 13. | «Luna llena» (presentando a David Bustamante)                 | 5:00     |  |
| 14. | «Yo te perdono» (presentando a Ana Gabriel)                   | 3:26     |  |
| 15. | «Yo sé que está en tu corazón» (presentando a Carla Morrison) | 4:06     |  |
| 16. | «No tengo dinero» (presentando a Wisin)                       | 4:18     |  |

## DVD
| N.º | Título                   | Duración |  |
| 1.  | «No discutamos»          |          |  |
| 2.  | «Te recuerdo dulcemente» |          |  |
| 3.  | «Si quieres»             |          |  |
| 4.  | «La frontera»            |          |  |
| 5.  | «Abrázame muy fuerte»    |          |  |

## Posicionamiento
| Lista (2015)                      | Mejor posición |
| --------------------------------- | -------------- |
| Álbumes Mexicanos (AMPROFON)      | 1              |
| Estados Unidos (Billboard 200)    | 114            |
| Estados Unidos (Top Latin Albums) | 1              |
| Estados Unidos (Latin Pop Albums) | 1              |

### Aprobaciones
| País   | Organismo certificador | Certificación  | Ventas  |
| ------ | ---------------------- | -------------- | ------- |
| México | AMPROFON               | Diamante + Oro | 330 000 |